# 낭만가요
《낭만가요》는 올댓뮤직과 MBC 표준FM(수도권 기준 FM 95.9㎒)에서 방송되는 가요 전문 논스톱 BGM 라디오 프로그램이다. 문자번호는 #8001이다. 단, 이 프로그램은 모두 전국방송이다.

## 같이 보기
- 올댓뮤직
- MBC 표준FM

| 올댓뮤직                                         |                                                  |                                                  |
| 이전                                             | 낭만가요                                         | 다음                                             |
| K팝 투데이                                       | 낭만가요                                         | 꿈의 팝송                                        |
| 아침 7시 ~ 아침 9시 (저녁 7시 ~ 밤 9시에 재방송) | 아침 9시 ~ 오전 11시 (밤 9시 ~ 밤 11시에 재방송) | 오전 11시 ~ 낮 1시 (밤 11시 ~ 새벽 1시에 재방송) |
|                                                  |                                                  |                                                  |

| MBC 표준FM          |                     |                          |
| 이전                | 낭만가요            | 다음                     |
| 신혜림의 골든디스크 | 낭만가요            | 가요 1999                |
| 밤 12시 ~ 새벽 1시  | 새벽 1시 ~ 새벽 3시 | 새벽 3시 ~ 새벽 4시 55분 |
|                     |                     |                          |